# Nello Troggi
Nello Trogi (Frassinoro, 26 aprile 1912 – Villa Minozzo, 21 giugno 1944) è stato un ciclista su strada italiano.
Professionista tra il 1935 ed il 1940.

## Carriera
Corse per la Tendil, la Dei, la Terrot-Hutchinson e la Lygie, distinguendosi come scalatore. Gran parte della sua carriera si svolse in Francia. Nel 1935 vinse il Giro di Corsica, ottenendo anche cinque vittorie di tappa, e due tappe al G.P. de Bone. Nel 1936 vinse il Circuit du Midi ed il G.P. di Nizza. Nel 1937 fu terzo al Giro del Marocco, vincendo tre tappe, e vinse la prima tappa del Giro d'Italia, vestendo per un giorno la maglia rosa, e la Marsiglia-Avignone-Marsiglia. Nel 1938 partecipò al Tour de France e vinse il Tour du Vaucluse. Nel 1939 il Tour du Sud-Est (vincendo anche due tappe), il Circuit du Cantal e la Bourg-Ginevra-Bourg.

## Palmarès
- 1935

1ª tappa Giro di Corsica (Ajaccio > Bonifacio)
3ª tappa Giro di Corsica (Sartène > Corte)
4ª tappa Giro di Corsica (Bastia > Saint-Florent)
6ª tappa Giro di Corsica (Calvi > L'Île-Rousse)
7ª tappa Giro di Corsica (L'Île-Rousse > Cargese)
Classifica generale Giro di Corsica
6ª tappa Grand Prix de Bone (Tizi Ouzou > Algeri)
10ª tappa Grand Prix de Bone (Batna > Tébessa)
- 1936

1ª tappa Circuit du Midi
2ª tappa Circuit du Midi
3ª tappa Circuit du Midi
Classifica generale Circuit du Midi
Grand Prix du Nizza
- 1937

1ª tappa Giro del Marocco (Casablanca > Mazagan)
3ª tappa Giro del Marocco (Safi > Mogador)
9ª tappa Giro del Marocco (Kénitra > Meknès)
1ª tappa Giro d'Italia (Milano > Torino)
Marsiglia-Avignone-Marsiglia
- 1938

Classifica generale Tour du Vaucluse
- 1939

7ª tappa Tour du Sud-Est
8ª tappa Tour du Sud-Est
Classifica generale Tour du Sud-Est
Circuit du Cantal
Bourg-Ginevra-Bourg

## Piazzamenti

### Grandi giri
- Giro d'Italia

1937: ritirato
- Tour de France

1938: 54º
1939: ritirato